# ستيفن لوسيوس جوين
ستيفن لوسيوس جوين (بالإنجليزية: Stephen Gwynn)‏ (13 فبراير 1864 - 11 يونيو 1950م) كان صحفيًا أيرلنديًا وكاتبَ سيرة ذاتية ومؤلفًا وشاعرًا وسياسيًا وطنيًا. في الحزب البرلماني الأيرلندي، مثل مدينة غالواي كعضو في البرلمان من 1906 إلى 1918. شغل منصب ضابط في الجيش البريطاني في فرنسا خلال الحرب العالمية الأولى وكان مؤيدًا بارزًا للتورط الأيرلندي في المجهود الحربي للحلفاء. أسس حزب الوسط الأيرلندي في عام 1919، لكن قوميته المعتدلة تحطمت بسبب الشعبية المتنامية لشين فين.

## معرض صور

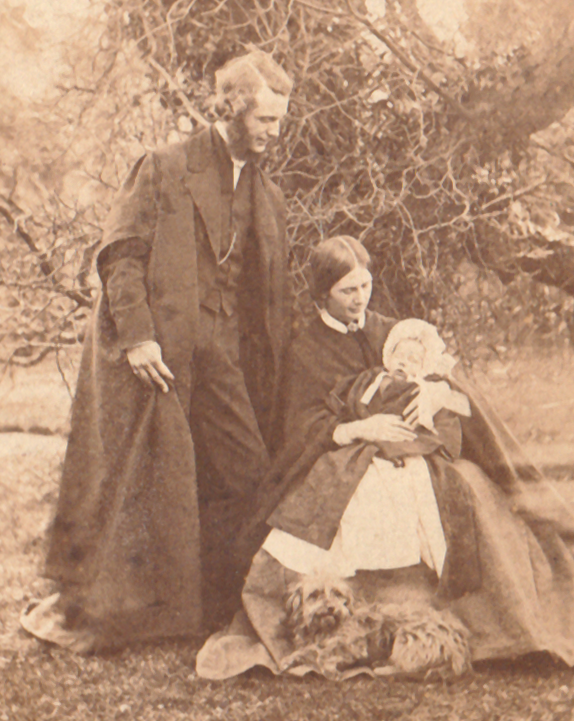
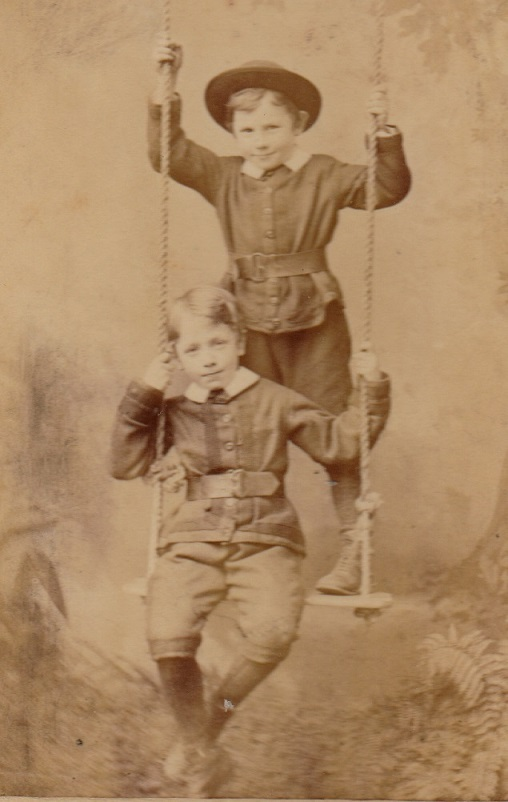
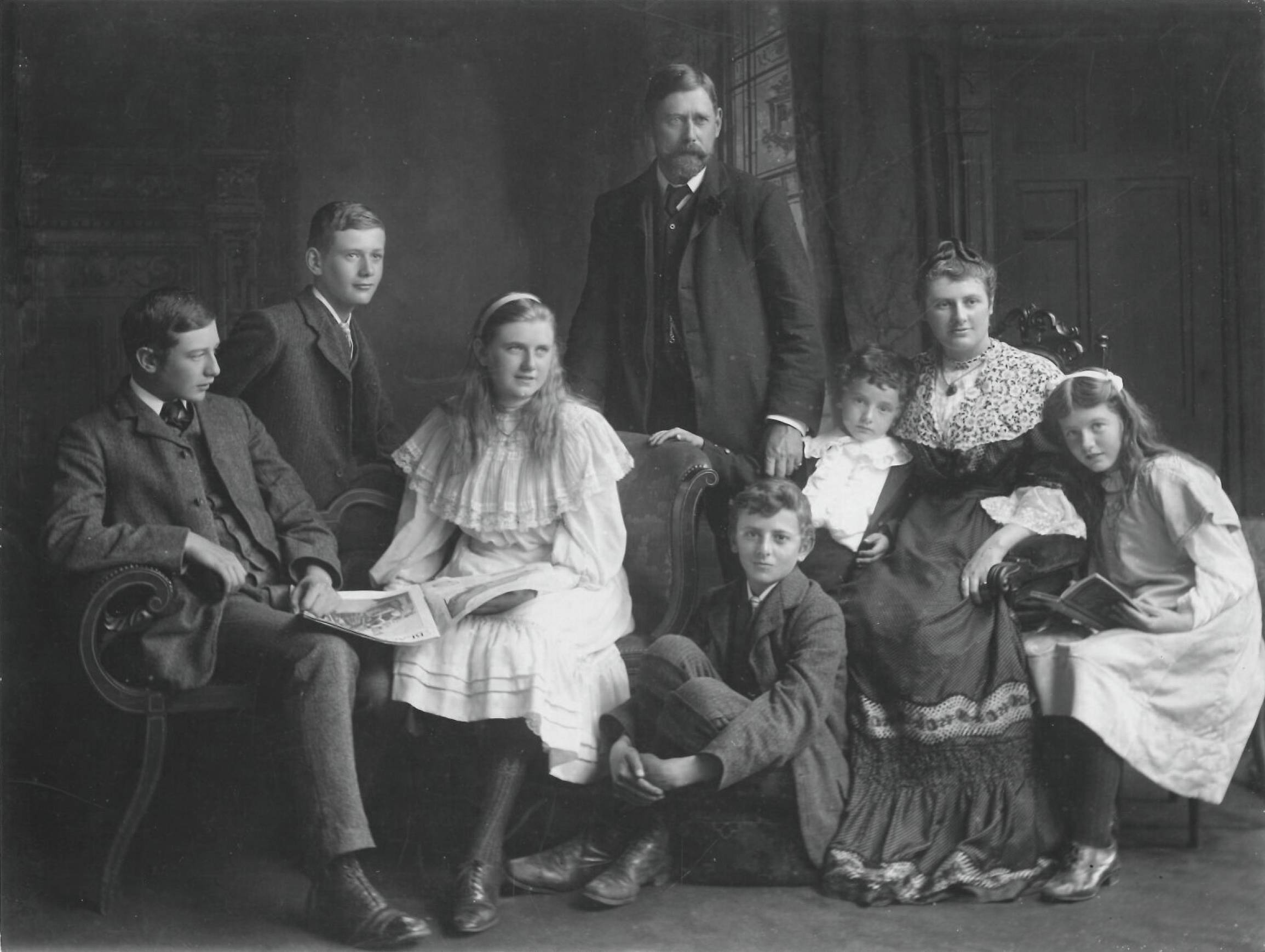